# Борислав Футеков
Борислав Футеков-Борсата е бивш български футболист, защитник и дефанзивен полузащитник.

## Биография
Играл е за АС-23 (1936 – 1944), Чавдар (София) (1945 – 1946), ЦСКА (1948 – 1950) и като студент в чехословашкия Кладно (1947 – 1948). В Кладно е съотборник със Стефан Божков, като и двамата впоследствие играят за ЦСКА.
Има 109 мача и 31 гола в шампионата (79 мача с 25 гола за АС-23, 15 мача с 6 гола за Чавдар и 15 мача за ЦСКА). Шампион на България през 1948 с ЦСКА и носител на купата на страната през 1941 г. с АС-23. Той е първият футболист, вкарвал си автогол във Вечното дерби, като това става във финала за Купата на съветската армия през 1950 г. През 1998 г. попада в отбора на петдесетилетието на ЦСКА под номер 5 в класацията за десен бек.
Има 12 мача и 3 гола за „А“ националния отбор (1941 – 1948).
След края на кариерата си е ръководител в ЦСКА.